# Louhusaari (ö i Norra Savolax, Inre Savolax, lat 62,97, long 26,83)
Louhusaari är en ö i Finland. Den ligger i sjön Ahveninen och i kommunen Tervo i den ekonomiska regionen  Inre Savolax ekonomiska region  och landskapet Norra Savolax, i den centrala delen av landet, 300 km norr om huvudstaden Helsingfors. Öns area är 0,2 hektar och dess största längd är 60 meter i nord-sydlig riktning.